# ネジコン
ネジコン(neGcon)とはナムコ（後のバンダイナムコエンターテインメント）がレースゲーム向けに開発したプレイステーション (PS) 用の周辺機器である。

## 概要

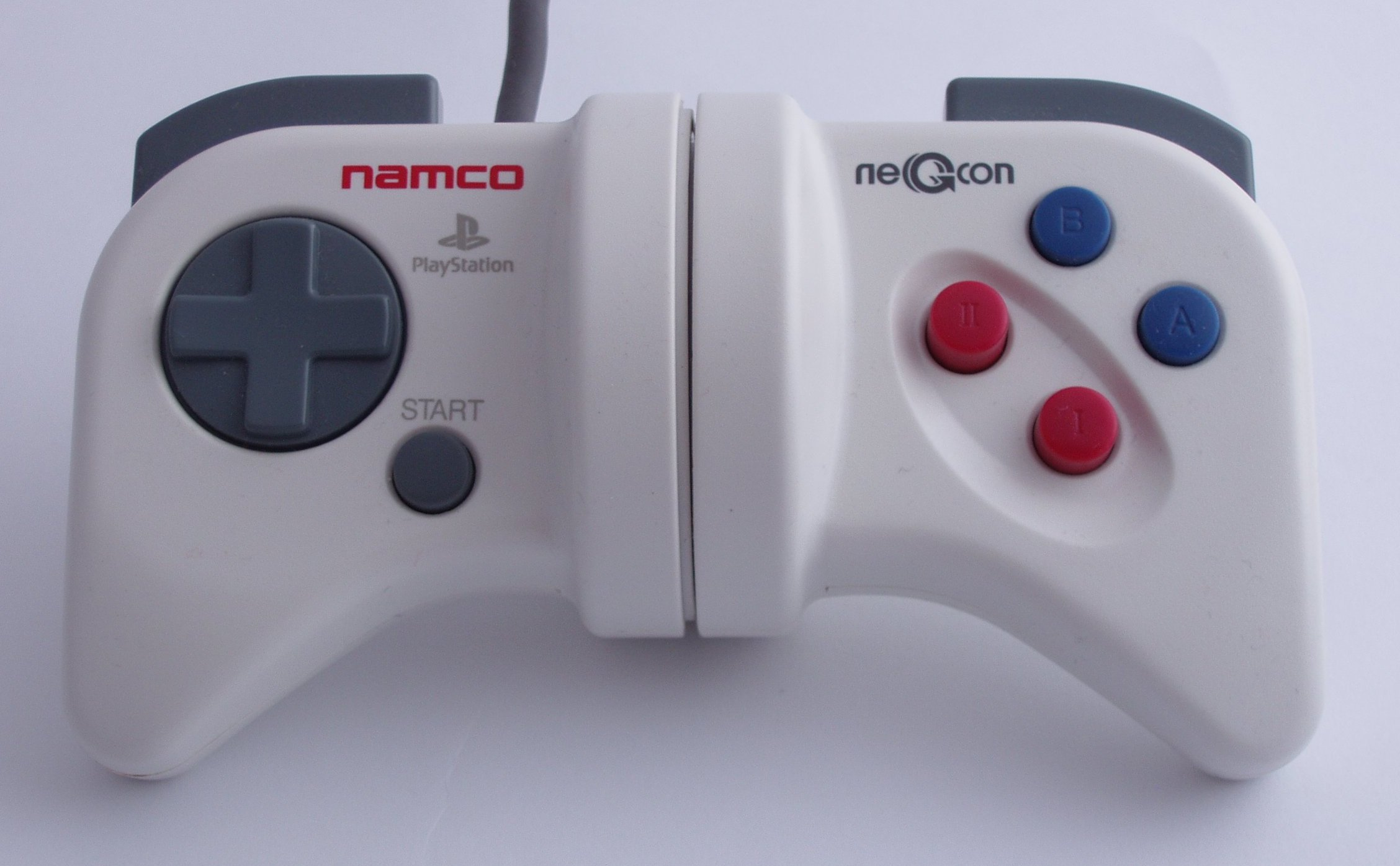
ネジコン

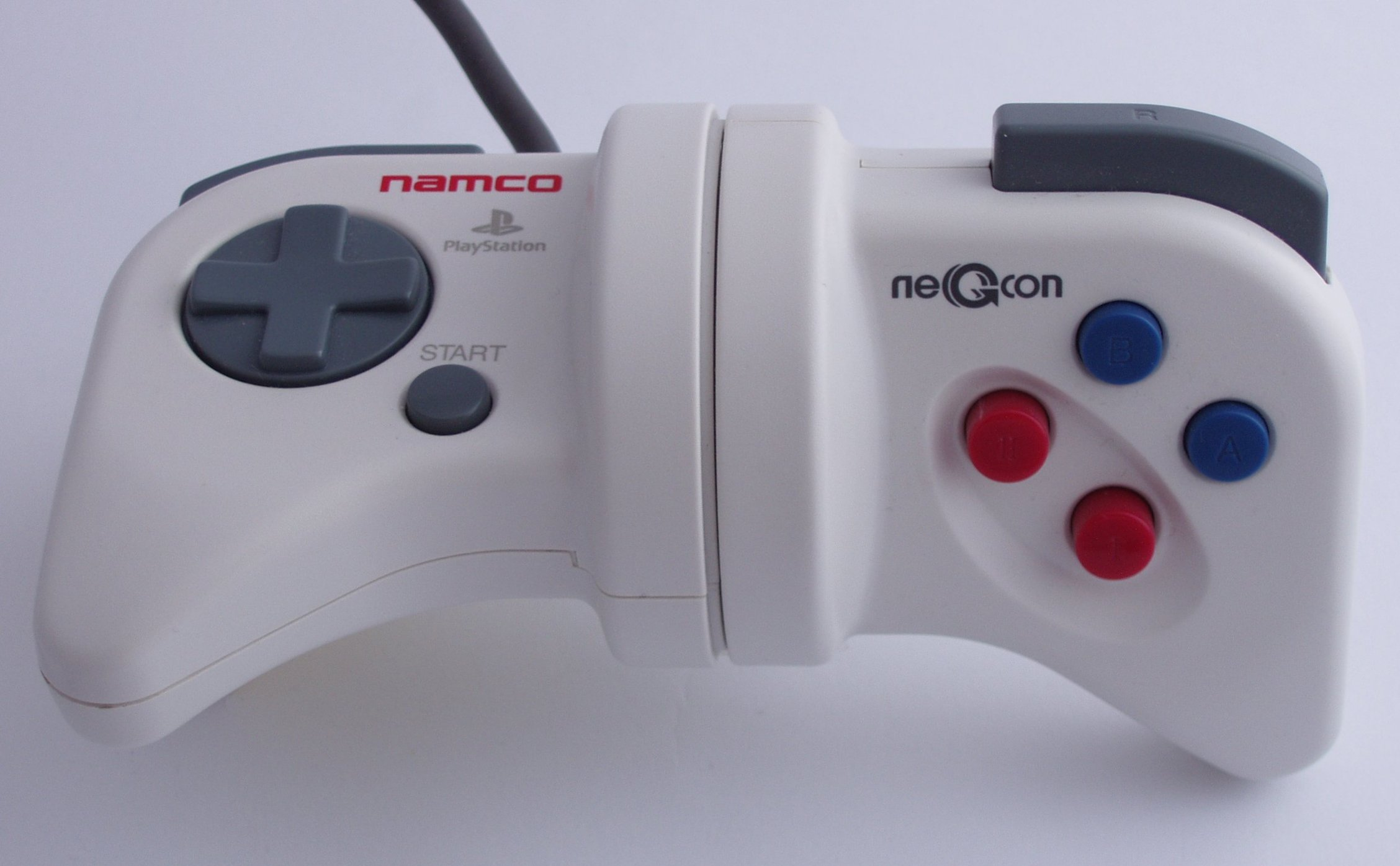
ねじった状態のネジコン

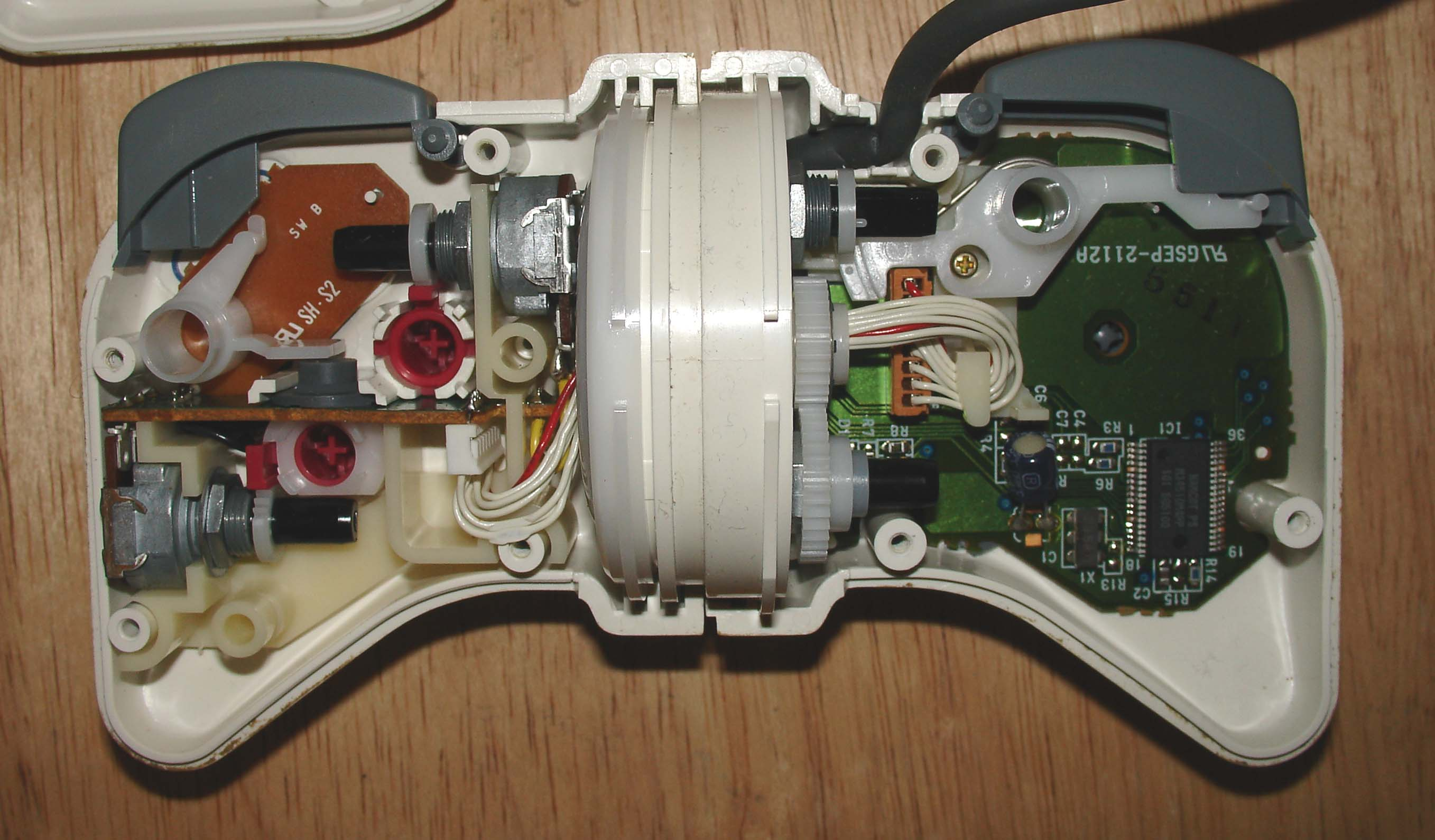
ネジコン内部

アナログコントローラの一種。PS版『リッジレーサー』（1994年12月3日発売）の後を追うように1995年1月1日に発売された。サイズは全幅160mm、全長90mm、回転部直径70mm、重量280グラム。中央部に回転軸が設けられ本体をねじることができるようになっており、これによりレースゲームにおける自動車のハンドル操作をアナログ入力できることが利点とされた。商品名称も、この「ねじる」操作と「コントローラ」からの造語。PS用に発売されたレースゲームや、それ以外の自動車やバイクを使用するゲームの殆どがネジコンに対応していた。
ボタンの内3箇所(Iボタン、IIボタン、Lボタン)もアナログ入力に対応しており、アクセルやブレーキの操作に用いられた。これは、のちにPS2において付属されたDUALSHOCK 2のような感圧式ではなく、回転角を感知する素子にピニオンギアを、10mm程度ストロークするボタンにラックギアを配することで、ボタンの直線方向の移動量を素子の回転角で測定する方式であった。
アナログと称してはいるが、「アナログ操作」の意味であり、データはねじり角、ボタン共に8ビット256段階(0～255)のデジタルで管理されている。例えばリッジレーサーVの初期設定の場合、ハンドルの左右の動きを均等に128段階に割ってしまうとハンドル操作の入力が行われない部分を作ることができないため、「中心」を設定した分、数値1分だけ左を多く設定した。これらの設定はユーザー側でオプションによって変えることのできるソフトもあった。
実際の自動車でのハンドル操作時と関節の動きが似ており、直感的に操作できるのが特徴。微妙なハンドル操作も可能で、それでいて少ない力量で瞬発的にハンドルを切れる。なお、ねじれる角度は片側およそ170°とほぼひっくり返ってしまう程広く、特にレースゲームにおいては最大角まで使用すると非常に激しい動作となり手首を痛め易く、短時間でまともにプレイ出来なくなる場合もあり、そのためゲーム内の設定はオプション設定で最大の半分(またはそれ以下)程までねじり角を狭く設定するのが一般的である。ねじり設定がそもそも出来ないタイトルにおいてはこの程度に設定されている。これらの事によりプレイヤーが実際使用する範囲は半分の128段階も使用しない程度である。
ソニー・コンピュータエンタテインメント (SCE) からも2本のアナログスティックを装備したアナログコントローラが発売されたが、「アナログ操作」が可能なことが共通する程度で、レースゲームにおいては、ハンドルは左スティック又は十字キー、アクセルは右スティック上か又はボタン、ブレーキは右スティック下か又はボタンという操作体系をとること（勿論ボタンではデジタル入力）から操作性に問題があったため、のちにステアリングコントローラが登場するまでネジコンの地位は不動のものであった。また、SCEのアナログコントローラ登場までは、レースゲーム以外のアナログ入力が望ましいソフト（3Dシューティングゲーム等）にも対応していた。
このネジコンで『エースコンバット』を操作（ローリングの操作）している間、ついつい肩や首も動かしてしまうと当時は話題になった。
1998年4月29日にはモデルチェンジ版とも言うべきブラックネジコンが発売された。初代ネジコンより一回り小さく、人間工学に基づいた設計が採用されたもので、ねじる操作がより自然に行えるようになった。
1998年12月3日にはレースゲームにおけるハンドル操作をネジコンとは異なるアプローチから行うコントローラとして、同会社から反発力(フォースフィードバック)を備える中心ダイヤル式のジョグコンが発売される。
PS2ソフトに世代交代後では標準搭載のDUALSHOCK 2を使用すればある程度対応できる上、別売りのコントローラを求める層にはより本物の自動車に近い操作が可能なステアリングコントローラが普及するようになったため、ネジコンは役目を終える事になった。
それでも、ハンドルコントローラーにはないゲームパッドとしての手軽さ、アナログ入力を主軸としたレースゲームへの高い適性を兼ね備えたネジコンを今も魅力的に感じ、愛好するプレイヤーも少なくない。